# Skigebiet Nosal

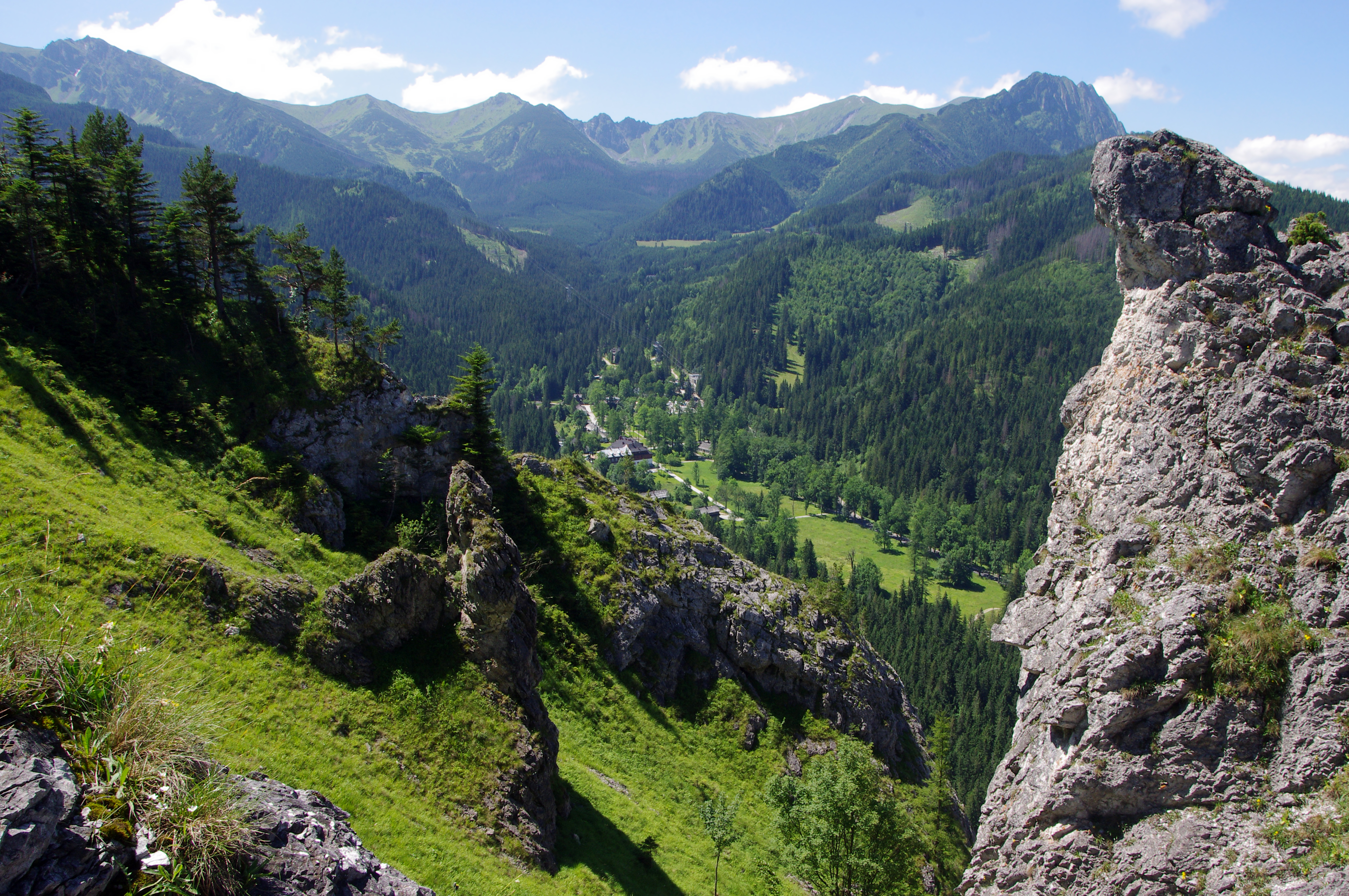
Nosal im Sommer

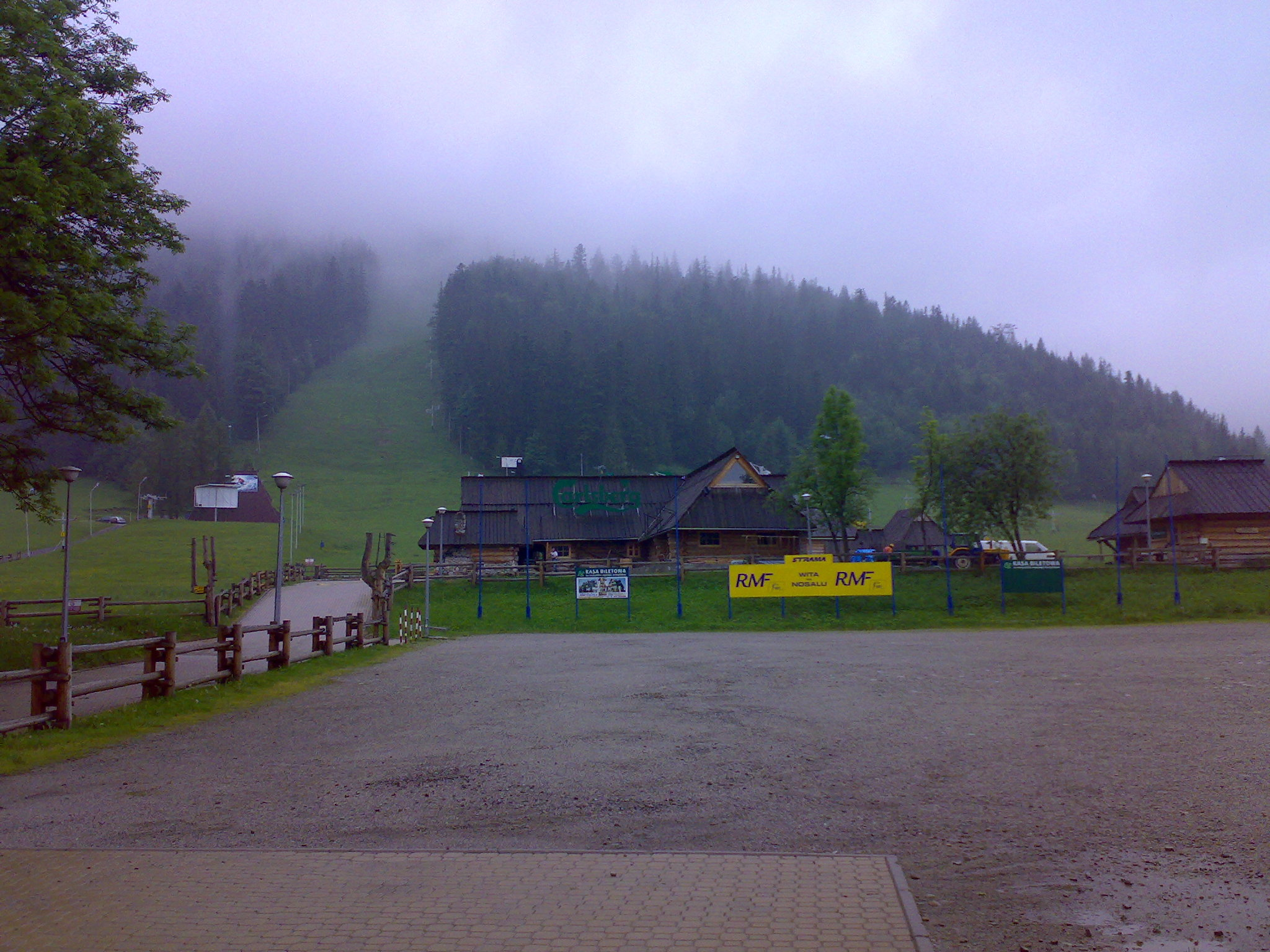
Parkplätze an der unteren Station im Sommer

Das Skigebiet Nosal liegt auf dem Gipfel und den Nordhängen des Nosal in der polnischen Westtatra auf dem Gemeindegebiet von Zakopane im Powiat Tatrzański in der Woiwodschaft Kleinpolen. Es befindet sich im Tatra-Nationalpark. Im Skigebiet befindet sich die schwierigste Skipiste in Polen, die „Skipiste K“ mit einer Neigung von 37 %. Das Skigebiet wird von dem Unternehmen Strama Sp. z o.o. betrieben, dessen Eigentümer unter anderem der Tatra-Nationalpark ist.

## Lage
Das Skigebiet befindet sich auf einer Höhe von 919 m bis 1170 m. Der Höhenunterschied der Pisten beträgt über 250 m. Es gibt eine schwarze (sehr schwierige), eine rote (schwierige) sowie mehrere grüne und blaue Pisten. Die Gesamtlänge der Pisten umfasst ca. 3 km, wobei die längste Piste 650 m lang ist.

## Geschichte
Das Skigebiet wurde 1953 angelegt. Der Skilift Nosal wurde 1956 errichtet und 1966 umgebaut. 1973/1974 wurde der Alpine Skiweltcup auf der Skipiste K ausgetragen.

## Beschreibung

### Skilifte
Im Skigebiet gibt es einen Skilift und neun Seil- bzw. Bandlifte. Insgesamt können bis zu 5160 Personen pro Stunde befördert werden.

#### Skilift Nosal
Der einsitzige Skilift Nosal führt von Zakopane bis knapp unter den Gipfel des Nosal. Seine Länge beträgt ca. 600 m.
| Name | Art      | Hersteller | Breite Personen | Länge (m) | Zeit (min) | Höhenunterschied (m) | Personen pro Stunde | Obere Station    | Obere Station | Untere Station   | Untere Station | Vmax (m/s) |
| Name | Art      | Hersteller | Breite Personen | Länge (m) | Zeit (min) | Höhenunterschied (m) | Personen pro Stunde | Ort              | Höhe (m üNN)  | Ort              | Höhe (m üNN)   | Vmax (m/s) |
| ---- | -------- | ---------- | --------------- | --------- | ---------- | -------------------- | ------------------- | ---------------- | ------------- | ---------------- | -------------- | ---------- |
| K    | Skilift  |            | 1               | 598       | 4,6        | 230                  | 360                 | Unter dem Gipfel | 1170          |                  | ca. 940        | 2,2        |
| H 1  | Seillift | Tatrapoma  | 1               | 456       | 2,05       | 133,5                | 600                 |                  | ca. 1053      | Restaurant Nosal | ca. 920        | 3,7        |
| P 2  | Seillift | Tartapoma  | 1               | 137       | 1,1        | 14                   | 700                 | TOPR             | 933           | Parkplätze       | 919            | 2,1        |
| P 3  | Seillift | Tatrapoma  | 1               | 252       | 2          | 33                   | 700                 | Am Waldrand      | 952           | Parkplätze       | 919            | 2,1        |
| P 4  | Seillift | Tatrapoma  | 1               | 242       | 1,92       | 32                   | 700                 | Am Waldrand      | 951           | Parkplätze       | 919            | 2,1        |
| P 5  | Seillift | Tatrapoma  | 1               | 220       | 1,8        | 29                   | 700                 | Am Waldrand      | 948           | Parkplätze       | 919            | 2,1        |
| 6    | Bandlift |            | 1               | 260       |            | 35                   | 500                 |                  |               |                  |                |            |
| 7    | Seillift |            | 1               | 250       |            | 30                   | 700                 |                  |               |                  |                |            |
| 8    | Bandlift |            | 1               | 240       |            | 40                   |                     |                  |               |                  |                |            |
| 9    | Bandlift |            | 1               | 240       |            | 40                   | 400                 |                  |               |                  |                |            |

### Skipisten
Vom Nosal führen zehn Skipisten ins Tal.
| Name | Schwierigkeit | Start          | Start        | Ziel               | Ziel         | Länge (m) | Höhenunterschied (m) | Neigung (%) | Licht | Kunstschnee | FIS    | FIS | Anmerkungen      |
| Name | Schwierigkeit | Name           | Höhe (m üNN) | Name               | Höhe (m üNN) | Länge (m) | Höhenunterschied (m) | Neigung (%) | Licht | Kunstschnee | Nummer | bis | Anmerkungen      |
| ---- | ------------- | -------------- | ------------ | ------------------ | ------------ | --------- | -------------------- | ----------- | ----- | ----------- | ------ | --- | ---------------- |
| K    | Schwarz-Rot   | Obere Station  | 1170         | Untere Station     | 940          | 650       | 230                  | 35          | ja    | ja          |        |     |                  |
| H 1  | Rot           | Mitte          | 1053         | Restaurant „Nosal“ | 920          | 450       | 133,5                | 30          | ja    | ja          |        |     |                  |
| P 2  | Grün          | Bergwacht TOPR | 933 <        | Kassen             | 919          | 145       | 14                   | 10          | ja    | ja          |        |     |                  |
| P 3  | Blau          | Am Waldrand    | 952          | Parkplätze         | 919          | 250       | 33                   | 13 <        | ja    | ja          |        |     |                  |
| P 4  | Blau          | Am Waldrand    | 951          | Parkplätze         | 919          | 240       | 32                   | 13          | ja    | ja          |        |     |                  |
| P 5  | Blau          | Am Waldrand    | 948          | Parkplätze         | 919          | 220       | 29                   | 13          | ja    | ja          |        |     |                  |
| 6–9  | Blau und Grün |                |              |                    |              |           |                      |             | ja    | ja          |        |     | andere Betreiber |

## Infrastruktur
Das Skigebiet ist auf der Panoramastraße Oswald-Balzer-Weg mit dem Pkw erreichbar. An der unteren Station gibt es Parkplätze. Im Skigebiet sind die Skischule „Strama“ sowie der Skiverleih „Wintergroup“ tätig. Zum Skigebiet gehört auch das Restaurant „Nosal“ bei der unteren Station. Die Bergwacht TOPR hatte eine Außenstelle im Skigebiet.